# Мейриг ап Хивел
Мейриг ап Хивел (валл. Meurig ap Hywel; погиб в 843 или 849) — король Гвента (810—843/849). Был или сыном Итела ап Артуира, или его братом и сыном Хивела ап Риса.

## Биография
В «Хронике принцев» сообщается, что в 843 году «саксы» вторглись в Англси. Мейриг, сын короля Хивела из «Морганнуга» (на самом деле, только её части — Гливисинга), как утверждается, присоединился к Родри Великому против вторжения правителя Мерсии Беохтвульфа и его брата «Этельвульфа», победил их, но и сам пал в битве. Убийство Мейрига саксами также упоминается в «Анналах Камбрии», но в 849 год у. В Гвенте ему наследовал Мейриг ап Артвайл.
Мейриг как сын Итела упоминается в «Книге из Лландава» во времена епископа Керенхира.